# Perzsa juhar
A perzsa juhar (Acer velutinum) a szappanfavirágúak (Sapindales) rendjébe és a szappanfafélék (Sapindaceae) családjába tartozó faj.

## Elterjedése
A Kaukázus és Észak-Irán hegyvidéki erdőiben honos.

## Leírása
Terebélyes, 15 m magas lombhullató fa. Kérge szürkésbarna, sima. A levelei tenyeresen osztottak, 15 cm hosszúak és szélesek. Rendszerint ötkaréjúak, fogazottak, hosszú nyelűek. Felszínük sárgászöld, fonákjuk erősen molyhos. A virágok aprók, zöldek, nagy, felálló bogernyőkben kora tavasszal, a lombfakadás után nyílnak. A termése ikerlependék, 4 cm-es termésszárnyai merőlegesek egymásra.